# Arya-Samaj
 (décembre 2016).
Si vous disposez d'ouvrages ou d'articles de référence ou si vous connaissez des sites web de qualité traitant du thème abordé ici, merci de compléter l'article en donnant les références utiles à sa vérifiabilité et en les liant à la section « Notes et références ».

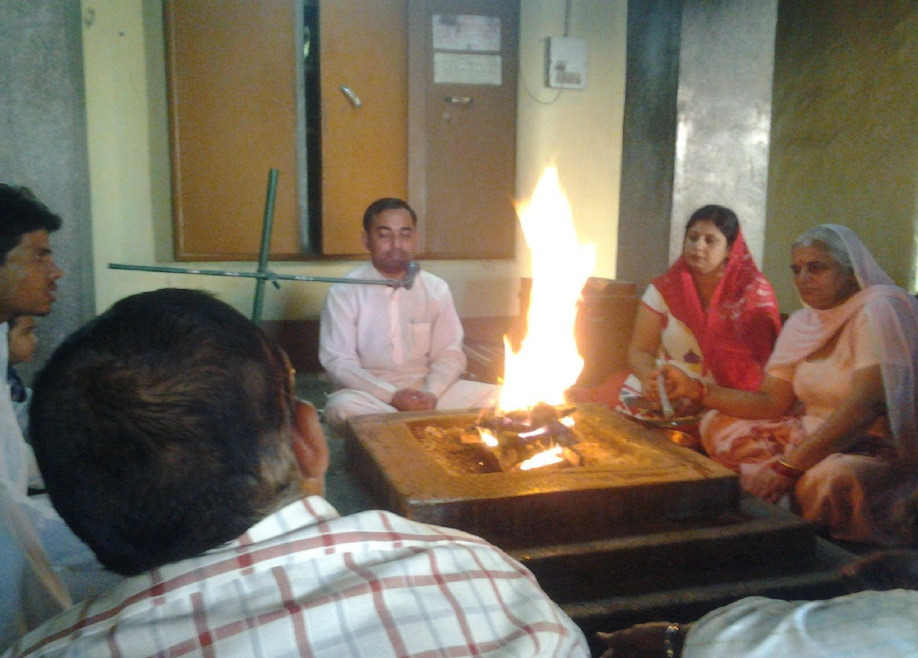
Un Yajña mené par des membres de l’Ārya-Samāj

L'Ārya-Samāj, (sanskrit : आर्यसमाज ; « la noble société », désigne un mouvement réformateur monothéiste de l'hindouisme fondé à Bombay au XIXe siècle.

## Caractéristiques
Son fondateur Svāmī Dayānanda Sarasvatī (de son vrai nom Mula Shankar (en)) (1824-1883) est issu d'une famille de brahmanes du Kâthiâwar. En voyant les rats dévorer les offrandes, au cours d'une veillée dans un temple shivaïte, il commence à s'interroger sur la réalité des divinités hindouistes. Il se fait sâdhu à l'âge de 20 ans et mène une vie d'ascète errant. Il rencontre son guru à Mathura, celui-ci lui enseignera le « sens caché » du Veda.
À partir de là, sa pensée religieuse se met en place. Elle se transforme en actes avec la fondation de l’Ārya-Samāj en 1875 à Bombay et la publication simultanée d’un manifeste le Satyārtha Prakash (sanskrit : सत्यार्थ प्रकाशन; ou Illumination du Vrai Sens), où il attaque violemment les différentes sectes hindouistes et les religions étrangères, et affirme sans détour que l’hindouisme polythéiste est oublieux du « monothéisme absolu » du Veda, la multitude de divinités qui y sont référencées n’étant que des représentations des forces naturelles. En s'appuyant sur le fait que la rédaction des Védas (ensemble des textes composés en sanskrit entre 1500 et 500 av. J.-C.), seuls textes de l'hindouisme à faire référence selon elle, l'Arya Samaj « proclamait l'antériorité et la supériorité de l’hindouisme sur toutes les autres religions », notamment le christianisme et l'islam. De fait, ce mouvement de réforme de l'hindouisme peut être envisagé comme un mouvement de réaction à l'extension de l'islam en Inde et au prosélytisme chrétien, même s'il était peu encouragé par les autorités coloniales.
La radicalité de ses opinions empêche le mouvement d’atteindre les couches populaires, mais a un certain impact sur les pandits et les lettrés de langue hindie.
L’Ārya-Samāj se répandra principalement au Pendjab et se diversifiera en plusieurs filiales  (ciblant des corps précis de la société : jeunes, femmes, etc.), organisations caritatives, maisons d’édition et structures éducatives (dont le fameux Gurukula (en) de Haridwar).
Il sera lié au développement du nationalisme hindou.